# Kanton Marchenoir
Marchenoir is een voormalig kanton van het Franse departement Loir-et-Cher. Het kanton maakte deel uit van het arrondissement Blois totdat het op 22 maart 2015 werd opgeheven en de gemeenten werden opgenomen in het op die dag gevormde kanton La Beauce.

## Gemeenten
Het kanton Marchenoir omvatte de volgende gemeenten:
- Autainville
- Beauvilliers
- Boisseau
- Briou
- Conan
- Concriers
- Josnes
- Lorges
- La Madeleine-Villefrouin
- Marchenoir (hoofdplaats)
- Oucques
- Le Plessis-l'Échelle
- Roches
- Saint-Laurent-des-Bois
- Saint-Léonard-en-Beauce
- Séris
- Talcy
- Villeneuve-Frouville